# Ronald Spelbos
Ronald Spelbos (Utrecht, 1954. július 8. –) válogatott holland labdarúgó, hátvéd, edző.

## Pályafutása

### Klubcsapatban
1974 és 1982 között az alkmaari AZ, 1982 és 1984 között a belga a Club Brugge, 1984 és 1988 között az Ajax labdarúgója volt. Az alkmaari csapattal egy holland bajnoki címet és három kupagyőzelmet ért el. Tagja volt az 1980–81-es UEFA-kupa-döntős csapatnak. Az Ajax együttesével egy bajnoki címet és két kupagyőzelmet szerzett.

### A válogatottban
1980 és 1987 között 21 alkalommal szerepelt a holland válogatottban és egy gólt szerzett.

### Edzőként
1992 és 1995 között a NAC Breda, 1995-ben a Vitesse, 1996–97-ben az FC Utrecht, 1998–99-ben ismét a NAC Breda vezetőedzőjeként tevékenykedett.

## Sikerei, díjai
AZ
- Holland bajnokság
  - bajnok: 1980–81
- Holland kupa (KNVB beker)
  - győztes (3): 1978, 1981, 1982
- UEFA-kupa
  - döntős: 1980–81

 Ajax
- Holland bajnokság
  - bajnok: 1984–85
- Holland kupa (KNVB beker)
  - győztes (2): 1986, 1987

## Statisztika

### Mérkőzései a holland válogatottban
| Hollandia | Hollandia            | Hollandia                                 | Hollandia     | Hollandia | Hollandia     | Hollandia    | Hollandia | Hollandia |
| #         | Dátum                | Helyszín                                  | Hazai         | Eredmény  | Vendég        | Kiírás       | Gólok     | Esemény   |
| --------- | -------------------- | ----------------------------------------- | ------------- | --------- | ------------- | ------------ | --------- | --------- |
| 1.        | 1980. szeptember 10. | Dublin, Lansdowne Road                    | Írország      | 2 – 1     | Hollandia     | vb-selejtező | -         |           |
| 2.        | 1980. október 11.    | Eindhoven, Philips Sportpark              | Hollandia     | 1 – 1     | NSZK          | barátságos   | -         |           |
| 3.        | 1980. december 30.   | Montevideo, Estadio Centenario            | Uruguay       | 2 – 0     | Hollandia     | Mundialito   | -         | 46'       |
| 4.        | 1981. február 22.    | Groningen, Stadion Oosterpark             | Hollandia     | 3 – 0     | Ciprus        | vb-selejtező | -         |           |
| 5.        | 1982. március 23.    | Glasgow, Hampden Park                     | Skócia        | 2 – 1     | Hollandia     | barátságos   | -         |           |
| 6.        | 1982. szeptember 22. | Rotterdam, Feijenoord Stadion             | Hollandia     | 2 – 1     | Írország      | Eb-selejtező | -         |           |
| 7.        | 1982. november 10.   | Rotterdam, Feijenoord Stadion             | Hollandia     | 1 – 2     | Franciaország | barátságos   | -         |           |
| 8.        | 1983. február 16.    | Sevilla, Ramón Sánchez Pizjuan Stadion    | Spanyolország | 1 – 0     | Hollandia     | Eb-selejtező | -         |           |
| 9.        | 1983. április 27.    | Utrecht, Stadion Galgenwaard              | Hollandia     | 0 – 3     | Svédország    | barátságos   | -         |           |
| 10.       | 1984. október 17.    | Rotterdam, Feijenoord Stadion             | Hollandia     | 1 – 2     | Magyarország  | vb-selejtező | -         |           |
| 11.       | 1984. november 14.   | Bécs, Gerhard Hanappi Stadion             | Ausztria      | 1 – 0     | Hollandia     | vb-selejtező | -         |           |
| 12.       | 1984. december 23.   | Nicosia, Makário Stadion                  | Ciprus        | 0 – 1     | Hollandia     | vb-selejtező | -         |           |
| 13.       | 1985. október 16.    | Anderlecht, Constant Vanden Stock Stadion | Belgium       | 1 – 0     | Hollandia     | vb-selejtező | -         |           |
| 14.       | 1985. november 20.   | Rotterdam, Feijenoord Stadion             | Hollandia     | 2 – 1     | Belgium       | vb-selejtező | -         |           |
| 15.       | 1986. október 15.    | Budapest, Népstadion                      | Magyarország  | 0 – 1     | Hollandia     | Eb-selejtező | -         |           |
| 16.       | 1986. november 19.   | Amszterdam, Olimpiai Stadion              | Hollandia     | 0 – 0     | Lengyelország | Eb-selejtező | -         |           |
| 17.       | 1986. december 21.   | Limassol, Círio Stadion                   | Ciprus        | 0 – 2     | Hollandia     | Eb-selejtező | -         |           |
| 18.       | 1987. január 21.     | Barcelona, Camp Nou                       | Spanyolország | 1 – 1     | Hollandia     | barátságos   | -         |           |
| 19.       | 1987. március 25.    | Rotterdam, Feijenoord Stadion             | Hollandia     | 1 – 1     | Görögország   | Eb-selejtező | -         |           |
| 20.       | 1987. október 14.    | Zabrze, Górnik Stadion                    | Lengyelország | 0 – 2     | Hollandia     | Eb-selejtező | -         |           |
| 21.       | 1987. október 28.    | Rotterdam, Feijenoord Stadion             | Hollandia     | 8 – 0     | Ciprus        | barátságos   | 1         | 42'       |
|           | Összesen             |                                           |               | 21        | mérkőzés      |              | 1         | gól       |